# Daimler Armoured Car
Daimler Armoured Car var en framgångsrik brittisk pansarbil utvecklad och tillverkad av Daimler Motor Company under andra världskriget. Den utvecklades för spaningsbruk men kom även att användas i mer polisiära uppgifter.

## Utveckling
Daimler Armoured Car utvecklades parallellt med den mindre Daimler Dingo. Den hade samma generella konstruktion chassit som Dingon fast större och med ett torn liknande det på den lätta stridsvagnen Tetrarch. Den 6-cylindriga bensinmotorn på 95 hk drev alla fyra hjul genom en wilson förväljarlåda med hydraulkoppling. Den hade en andra förarplats för körning baklänges, vilket kunde göras i samma hastighet som framlänges. Navreduktion på alla hjul gjorde att man kunde få en väldigt låg utväxling på lägsta växeln vilket gav goda terrängegenskaper. Alla hjulen hade individuellt upphängning med spiralfjädrar. Den första prototypen var klar 1939 men serieversionen var inte färdig för leverans förrän i mitten av 1941 på grund av utvecklingsproblem med transmissionen. Total byggdes 2 694 stycken. 11th Hussars blev det första förbandet som använde den i strid 1942 i ökenkriget.

## Varianter
- Mark I.

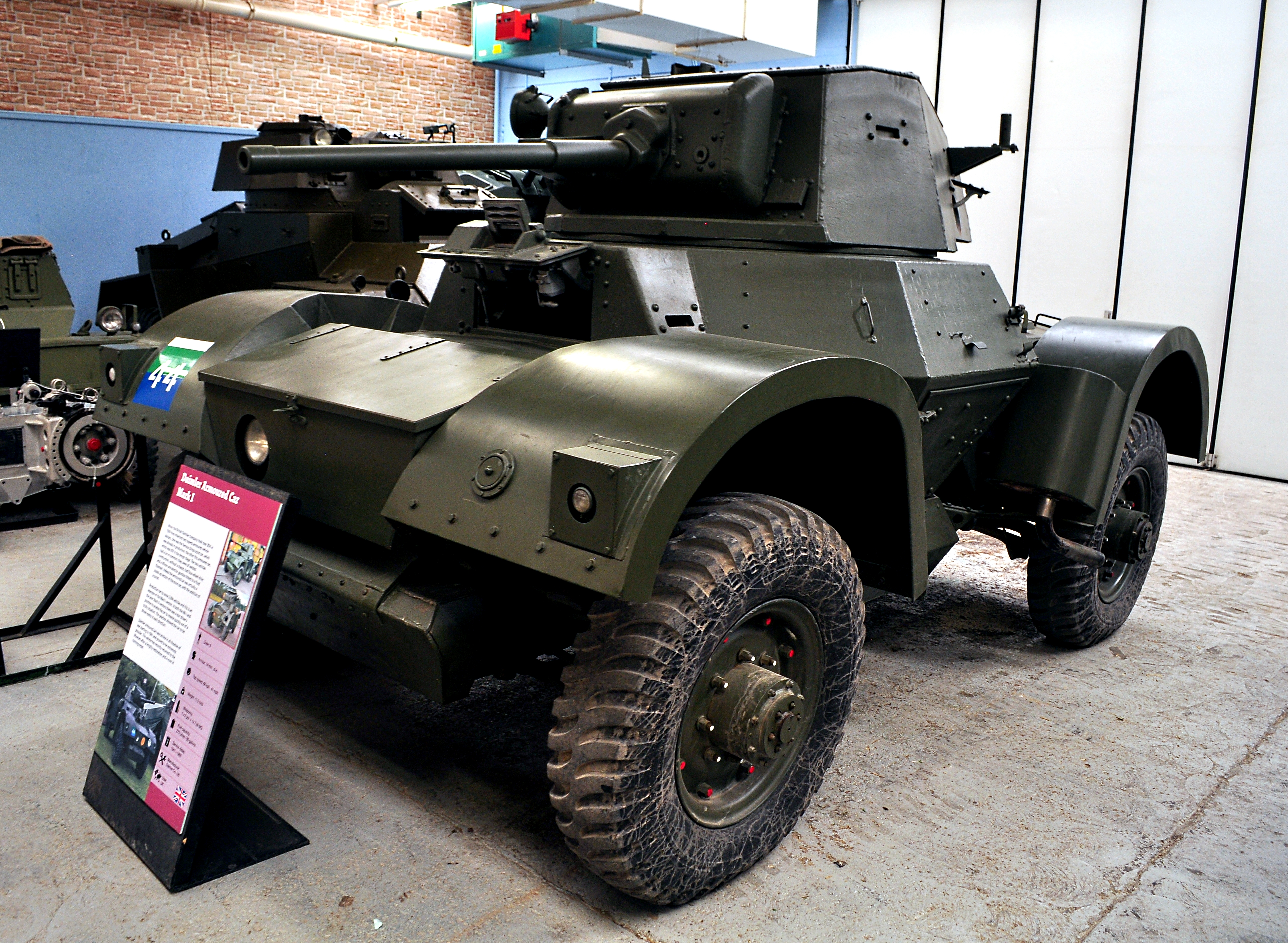
Daimler Armoured Car Mark I pansarbil på Bovington stridsvagnsmuseum.

- Mark I CS - närunderstöds version med 76 mm kanon. Endast ett fåtal tillverkades och ingen sattes in i strid.[1]
- Mark II - förbättrad torn, modifierad kanonmontage, bättre kylare, utrymningslucka för föraren införlivad i taket och modifierade rökkastare.
- En tornlös befälsversion, kallad SOD ("Sawn-Off Daimler").